# کوریتشانی
کوریتشانی (به چکی: Koryčany) یک منطقهٔ مسکونی در جمهوری چک است که در ناحیه کرومیریژ واقع شده‌است. کوریتشانی ۲٬۹۵۸ نفر جمعیت دارد.